# Angrec de Cilaos
Angraecum cilaosianum
Espèce
Statut CITES
L'angrec de Cilaos (Angraecum cilaosianum) est une espèce de plante de la famille des orchidées. Elle est endémique de l'île de La Réunion, département d'outre-mer français dans le sud-ouest de l'océan Indien.

## Localisation
On trouve cette orchidée à l'intérieur de l'île. Rare, elle est protégée par l'arrêté ministériel du 27 novembre 2017.

## Description
C'est une plante épiphyte qui fleurit entre décembre et janvier.
Elle a été découverte par le botaniste Eugène Jacob de Cordemoy en 1899.